# U-884
| U-884                                                                                                | U-884 | U-884 |
| --- | --- | --- |
| U 884                                                                                                | | |
| | | |
| Однотипний німецький підводний човен U-534 у Беркенгеді. 2007                                        | | |
| Верф                                                                                                 | Deutsche Schiff- und Maschinenbau, AG Weser, Бремен | Deutsche Schiff- und Maschinenbau, AG Weser, Бремен |
| Під прапором                                                                                         | Третій Рейх | Третій Рейх |
| Належність                                                                                           | Крігсмаріне | Крігсмаріне |
| Замовлення                                                                                           | 2 квітня 1942 | 2 квітня 1942 |
| Закладений                                                                                           | 17 лютого 1943 | 17 лютого 1943 |
| Спуск на воду                                                                                        | 11 листопада 1943 | 11 листопада 1943 |
| Сучасний статус                                                                                      | 30 березня 1945 року пошкоджений у корабельні унаслідок авіаційного нальоту союзної авіації                                                                                | 30 березня 1945 року пошкоджений у корабельні унаслідок авіаційного нальоту союзної авіації                                                                                |
| Проєкт                                                                                               | | |
| Тип ПЧ                                                                                               | великий океанський торпедний ДПЧ | великий океанський торпедний ДПЧ |
| Основні характеристики                                                                               | | |
| Швидкість (надводна)                                                                                 | 18,2 вузла (33,7 км/год) | 18,2 вузла (33,7 км/год) |
| Швидкість (підводна)                                                                                 | 7,3 вузла (13,5 км/год) | 7,3 вузла (13,5 км/год) |
| Робоча глибина занурення                                                                             | 100 м | 100 м |
| Гранична глибина занурення                                                                           | 230 м | 230 м |
| Дальність плавання                                                                                   | 63 милі (117 км) км на швидкості 4 вузли (7,4 км/год) (у підводному положенні) 13 450 морських миль (24 910 км на швидкості 10 вузлів (19 км/год) (у надводному положенні) | 63 милі (117 км) км на швидкості 4 вузли (7,4 км/год) (у підводному положенні) 13 450 морських миль (24 910 км на швидкості 10 вузлів (19 км/год) (у надводному положенні) |
| Екіпаж                                                                                               | 48 офіцерів та матросів | 48 офіцерів та матросів |
| Розміри                                                                                              | | |
| Довжина найбільша (по КВЛ)                                                                           | 87,60 м | 87,60 м |
| Ширина корпусу найб.                                                                                 | 7,50 м | 7,50 м |
| Висота                                                                                               | 10,2 м | 10,2 м |
| Середня осадка (по КВЛ)                                                                              | 5,40 м | 5,40 м |
| Водотоннажність надводна                                                                             | 1610 т | 1610 т |
| Водотоннажність підводна                                                                             | 1799 т | 1799 т |
| Силова установка                                                                                     | | |
| Дизель-електрична: 2 дизельні двигуни MAN M 9 V 40/46 2 електродвигуни Siemens-Schuckert 2 GU 345/34 | | |
| Гвинти                                                                                               | 2 | 2 |
| Потужність                                                                                           | 2 × 2 200 к.с. (дизелі) 2 × 740 к.с. (електродвигуни) | 2 × 2 200 к.с. (дизелі) 2 × 740 к.с. (електродвигуни) |
| Озброєння                                                                                            | | |
| Артилерія                                                                                            | 2 × 105-мм палубні гармати SK C/32 | 2 × 105-мм палубні гармати SK C/32 |
| Торпедно- мінне озброєння                                                                            | 4 носових і 2 кормових ТА; 24 торпеди або 48 мін TMA чи TMB | 4 носових і 2 кормових ТА; 24 торпеди або 48 мін TMA чи TMB |
| ППО                                                                                                  | 1 × 37-мм зенітна гармата SKC/30 2 (1 × 2) × 20-мм зенітні гармати FlaK 30                                                                                                 | 1 × 37-мм зенітна гармата SKC/30 2 (1 × 2) × 20-мм зенітні гармати FlaK 30                                                                                                 |

U-884 — німецький великий океанський підводний човен типу IXD/42, що входив до складу Військово-морських сил Третього Рейху за часів Другої світової війни. Закладений 29 серпня 1943 року на верфі Deutsche Schiff- und Maschinenbau, AG Weser у Бремені під будівельним номером 1092. Спущений на воду 11 листопада 1943 року, але до складу ВМС нацистської Німеччини корабель не був введений.

## Історія служби
U-884 належав до серії німецьких підводних човнів типу IXD/42, великих океанських човнів, призначених діяти на морських комунікаціях противника на далеких відстанях у відкритому океані. Човнів цього типу було випущено 28 одиниць і вони спеціально будувалися для дій у Південній Атлантиці та Індійському океані, а ближче до закінчення Другої світової війни частина з них використовувалася як проривачі блокади для підтримання зв'язків з Японією. Вони мали найбільшу в нацистському флоті дальність плавання за рахунок іншої конструкції енергетичної установки: завдяки подовженню корпусу вдалося встановити не тільки два потужні дизелі MAN з наддувом, але і два додаткові дизелі, що використовувалися при крейсерському плаванні в надводному положенні, при цьому два дизелі з наддувом перемикалися на холостий хід для швидкого перезаряджання акумуляторів.
Модифікація IXD/42, до якої належав U-884, мав більш потужний двигун (5400 к.с. (4000 кВт) замість 4400 к.с. (3300 кВт) у порівнянні з версіями IXD1 і IXD2.
30 березня 1945 року підводний човен, що перебував у корабельні на завершальній стадії будівництва, був пошкоджений унаслідок авіаційного удару американської бомбардувальної авіації. До строю не був уведений.